# عذراء (فلم)
عذراء (بالإنجليزية: Virgin) هو فيلم أمريكي، أُنتج من طرف المخرج الأمريكي ديبوراه كامبميار، تم إصدار الفيلم سنة 2003.

## قصة الفيلم
تدور قصة الفيلم حول مراهقة عادية كانت تعيش فترة مراهقتها كباقي صديقاتها في مثل سنها، لكن ذات يوم تكتشف أنها حامل على الرغم من أنه لم يسبق لها أن مارست الجماع مع شاب من قبل! لذلك تعتقد أن هذا الطفل هو ابن من الله.

## بطاقة تقنية
- العنوان: عذراء (بالإنجليزية: Virgin)
- المخرج: ديبوراه كامبميار
- السيناريو: ديبوراه كامبميار
- الإنتاج: فول موون فيلمز (بالإنجليزية: Full Moon Films)
- البلد الأصلي: الولايات المتحدة الأمريكية
- اللغة الأصلية: الإنجليزية الأمريكية
- مكان التصوير: هافرستراو (نيويورك)، الولايات المتحدة
- الشكل: ألوان
- المدة: 114 دقيقة
- النوع: دراما
- تاريخ الإصدار:  الولايات المتحدة يوم 14 يونيو 2003.

## طاقم التمثيل
| اسم الممثل         | الاسم الأصلي (بالإنجليزية) | الدور            |
| ------------------ | -------------------------- | ---------------- |
| إليزابيث موس       | Elisabeth Moss             | جيسي راينولدس    |
| دافن روبين-فيجا    | Daphne Rubin-Vega          | فرنسي            |
| روبين رايت         | Robin Wright               | السيدة راينولدس  |
| بيتر جيريتي        | Peter Gerety               | السيد راينولدس   |
| سوكور سانتياغو     | Socorro Santiago           | لورنا            |
| ستيفان بريان جونس  | Stephen Brian Jones        | الكاوبي          |
| آندريو ثامان       | Andrew Thaman              | مدير الجريدة     |
| شارلس سوكاريدس     | Charles Socarids           | شان              |
| باتريزيا هيرنانديس | Patrizia Hernandez         | الفتاة في الغذاء |
| سام رايلاي         | Sam Riley                  | مايكل            |
| سوزان فارون        | Suzan Varon                | النادلة          |
| طوم برونو          | Tom Bruno                  | الضابط           |

## روابط خارجية
- عذراء على موقع IMDb (الإنجليزية)
- عذراء على موقع ميتاكريتيك (الإنجليزية)
- عذراء على موقع روتن توميتوز (الإنجليزية)
- عذراء على موقع ألو سيني (الفرنسية)
- عذراء على موقع أول موفي (الإنجليزية)
- عذراء على موقع قاعدة بيانات الفيلم (الإنجليزية)
- عذراء على موقع ليتربوكسد (الإنجليزية)
- عذراء على موقع كينوبويسك (الروسية)